# Mindaugas Katelynas
Mindaugas Katelynas (Kaunas, RSS de Lituania, URSS; 16 de mayo de 1983) es un exjugador lituano de baloncesto.

## Carrera
Su trayectoria comenzó en Utah. A la NCAA dio el salto de la mano de Chattanooga, en 2003. En el curso 2004/05 se proclamó campeón de la Southern Conference con la Universidad de Chattanooga y fue elegido en el quinteto ideal de dicha conferencia. Además, ganó el concurso de mates Mountain Dew College.
En el verano de 2005 disputó el Portsmouth Invitational Tournament, el Chicago Pre-Draft Camp de la NBA y la Liga de Verano de la NBA con los Phoenix Suns, lo que le sirvió como trampolín para fichar por Vertical Vision Cantu, de la Lega A italiana, donde disputó su primera FIBA Europe Cup. En 2007 jugó la Liga de Verano de Las Vegas con los Golden State Warriors.
Ha jugado cuatro años en Italia, destacando los 12.7 puntos y 8.2 completados en Junior Casale Monferrato (B1, 2006/07).
Las campañas de 2007/09 las jugó en el Armani Jeans Milano de la Lega A italiana donde quedó subcampeón de la Lega A italiana en la más reciente, además de haber disputado dos Euroligas con dicho equipo.
En agosto de 2009 fichó por el CB Lucentum Alicante de la Liga ACB.
Tras una temporada en Alicante, en agosto de 2010 fichó por el Club Baloncesto Sevilla.